# 台州市非物质文化遗产展示馆
台州市非物质文化遗产展示馆，简称台州市非遗展示馆、台州市非遗馆，是一座位于浙江省台州市椒江区的非物质文化遗产展示馆，坐落于市民广场水景公园，于2019年12月27日开馆。该馆面积达825平方米，展示台州市66个省级以上的非遗代表性项目。

## 历史
至2019年底，台州全市已拥有人类非物质文化遗产代表名录1项（三门祭冬，属二十四节气的扩展名录），国家级非物质文化遗产代表性项目15项、省级106项、市级326项、县级1519项。为推进非遗传承发展，2019年12月27日，台州市非物质文化遗产展示馆在椒江区市民广场水景公园开馆。这是台州市首家以非物质文化遗产为主的综合性场馆。2020年4月22日，台州市非遗馆在西瓜视频首次尝试在线直播，让游客虚拟游览展馆。

## 馆舍及展陈
台州市非遗展示馆坐落在中心大道的市民广场上，馆舍使用水景公园西面的古老建筑“横泾堂”。这是一处位于荷花池西边的四合院，曾是台州市民聚会看戏之处。展馆面积达825平方米，内设精品展览区、互动体验区、活态展演区等功能区块，综合运用各类技术展示台州非遗项目，如使用互动体验游戏展示台州民俗服饰等。展陈以“老台州的一天”为主线，分为7个单元（见下表），陈列全市66个省级以上非遗代表性项目的展品80余件。
| 一楼       | 一楼       | 一楼       | 一楼       | 一楼       | 二楼       | 二楼 | 二楼 | 二楼 | 二楼                  |
|            | 清晨的拳法 | 清晨的拳法 | 清晨的拳法 |            |            |      |      |      |                       |
| ---------- | ---------- | ---------- | ---------- | ---------- | ---------- | ---- | ---- | ---- | --------------------- |
| 精致的衣装 |            |            |            | 丰富的饮食 | 雅趣的房间 |      |      |      | 秉烛夜读 （和合文化） |
| 清晨的拳法 |            | 亭         |            | 多彩的戏曲 | 雅趣的房间 |      |      |      | 秉烛夜读 （和合文化） |
|            | 大门       |            |            |            |            |      |      |      |                       |

## 图集

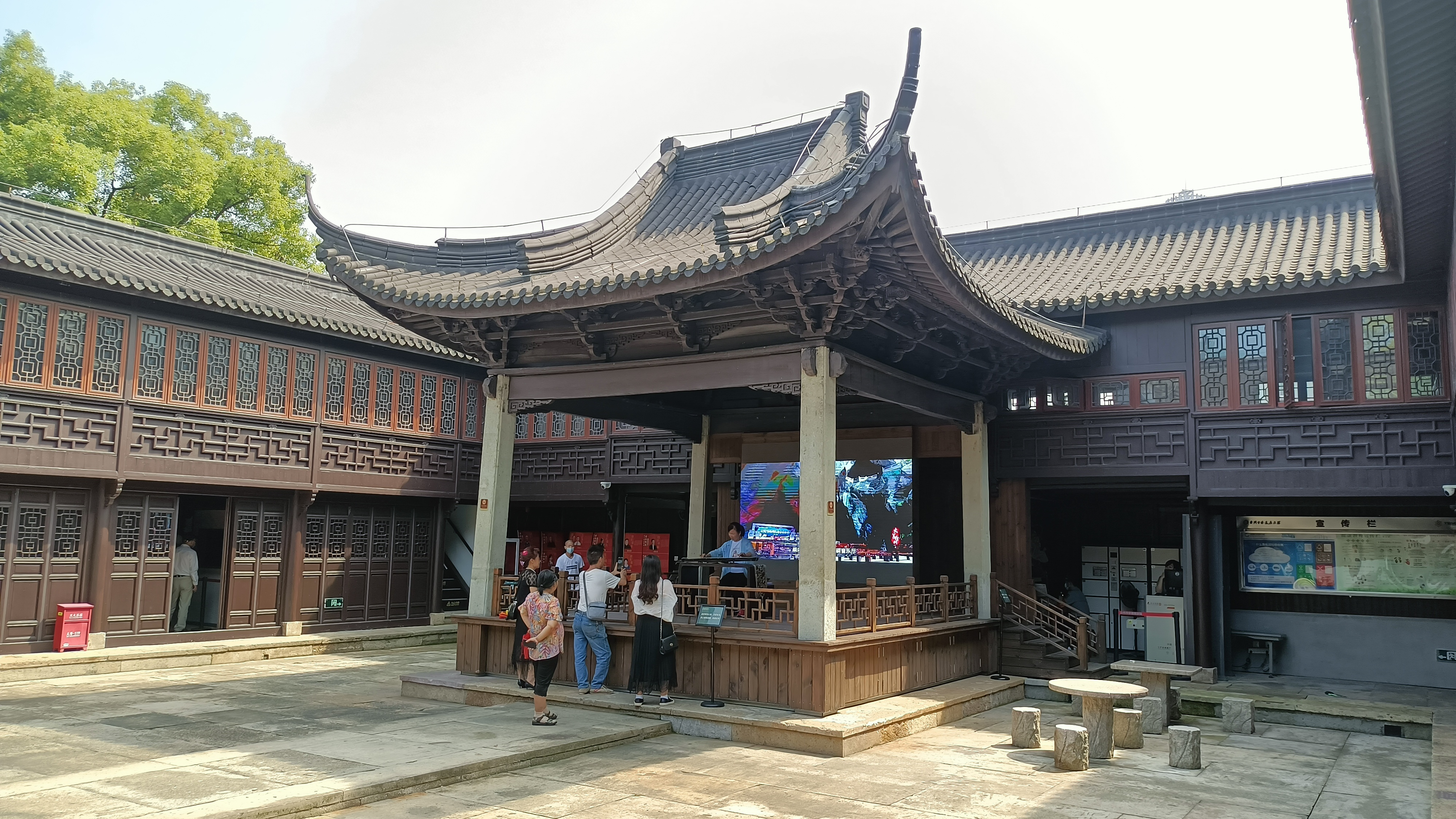
展示馆四合院中央的亭子
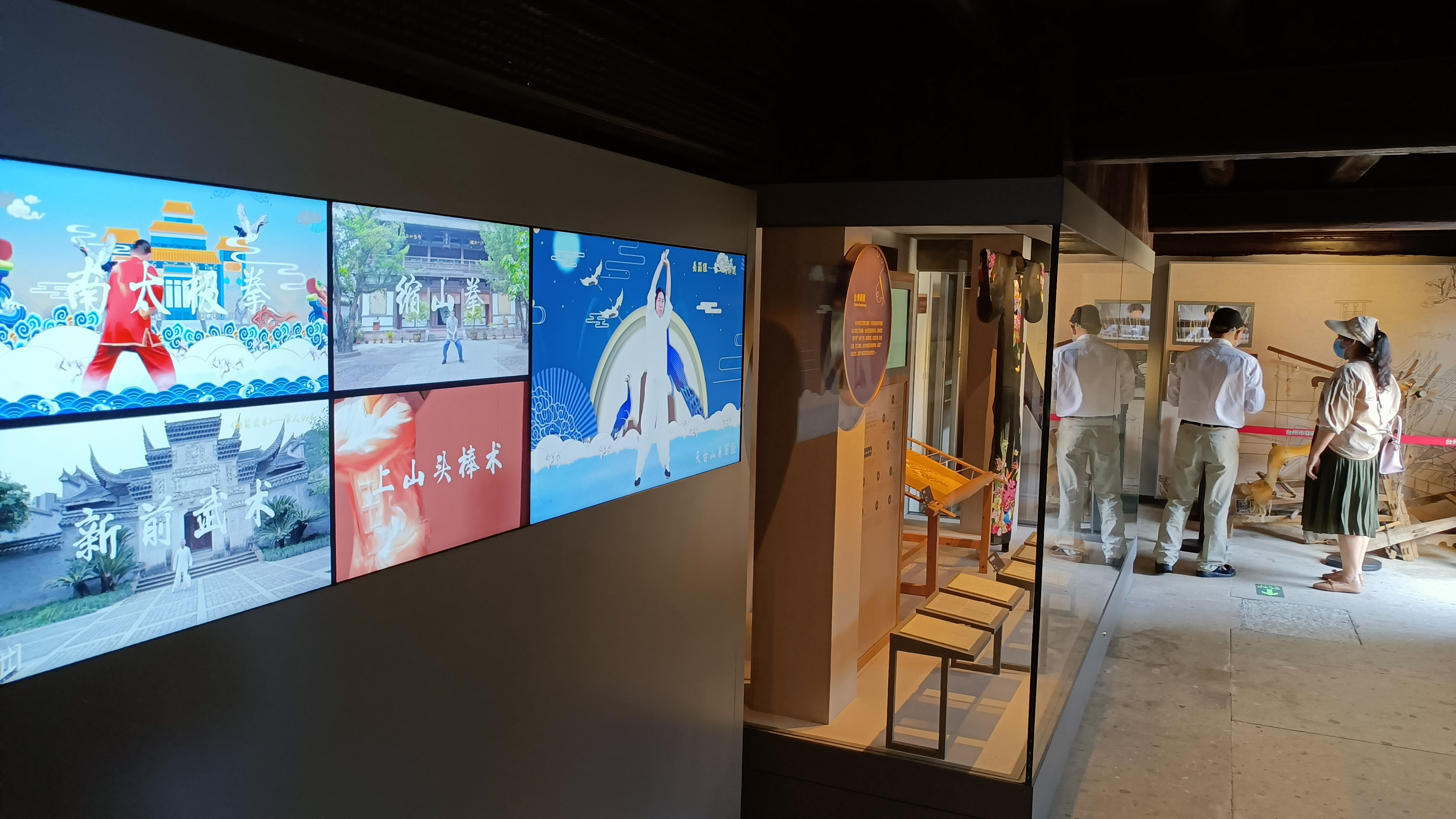
“清晨的拳法”主题陈列
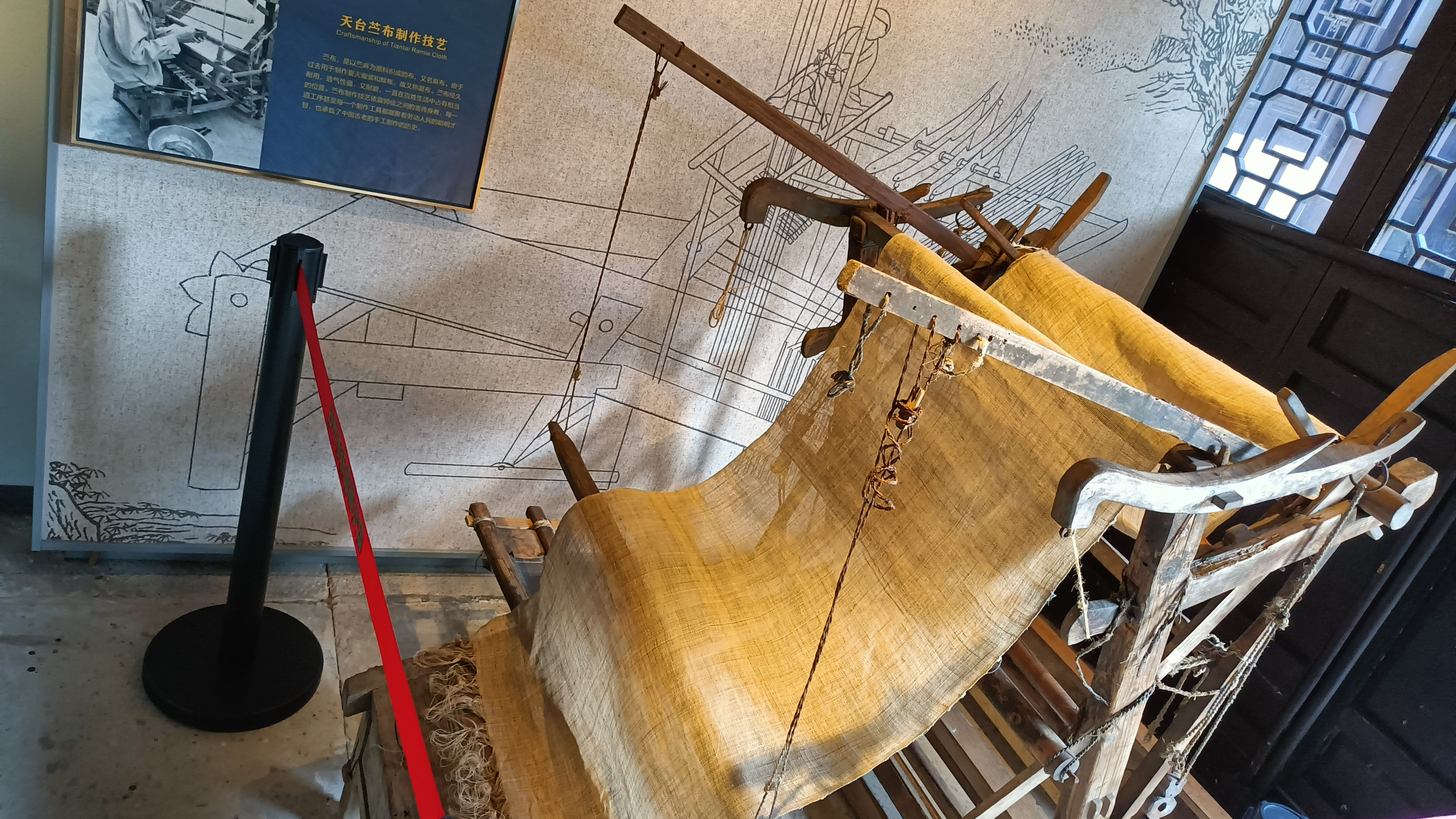
“精致的衣装”主题陈列，图为天台苎布制作技艺
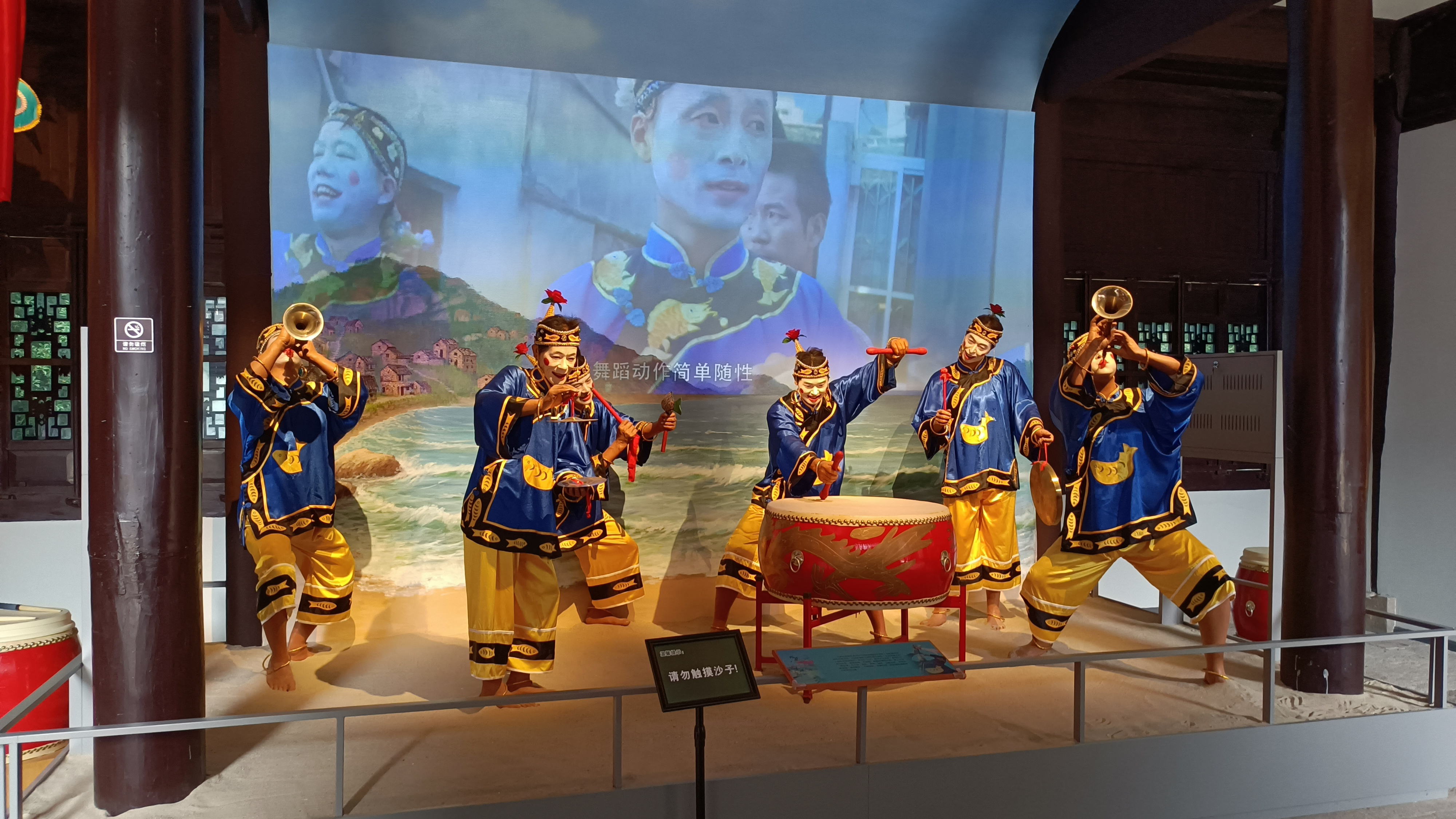
“热闹的聚会”主题陈列
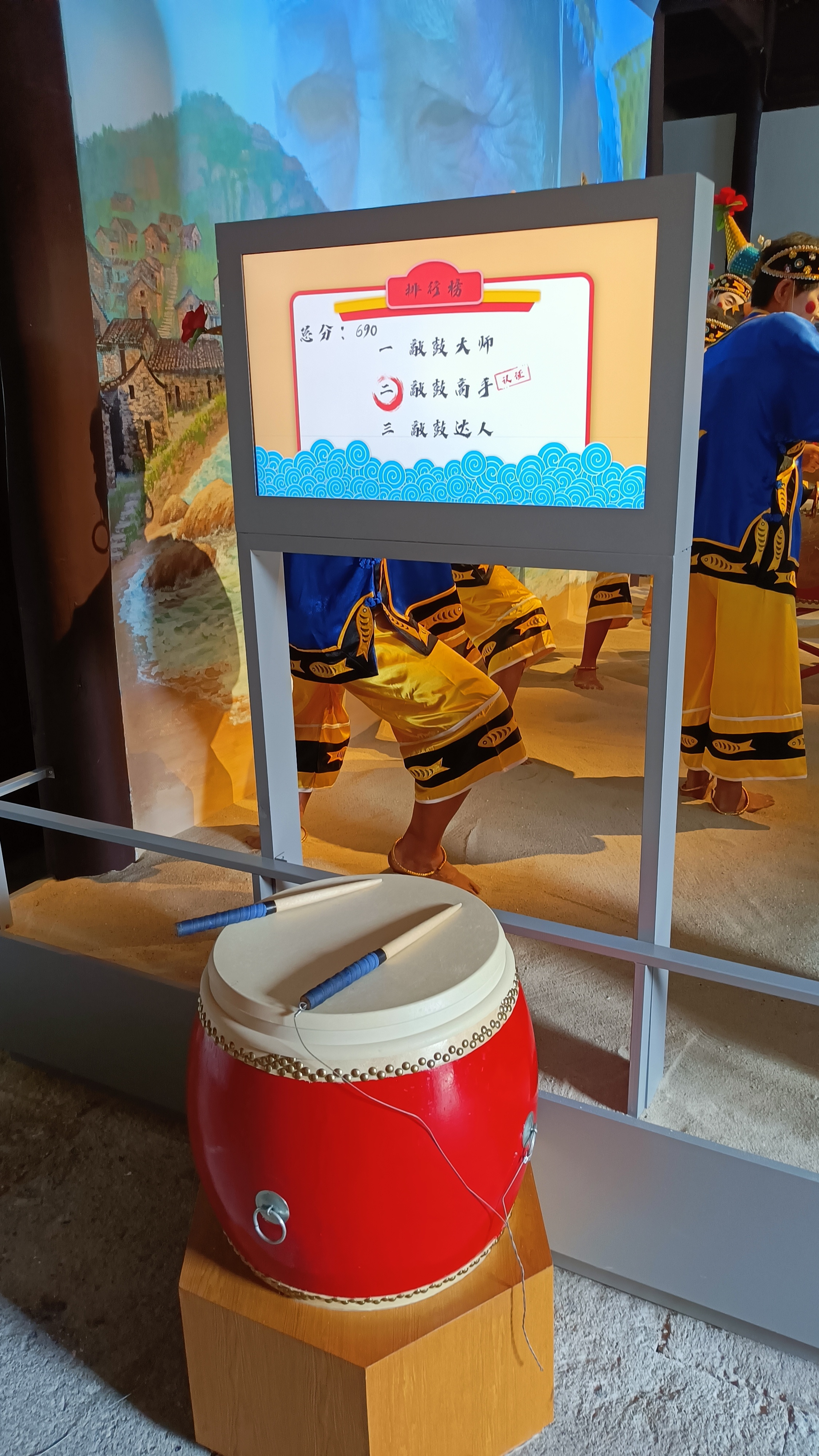
“热闹的聚会”主题陈列，图为温岭大奏鼓互动游戏
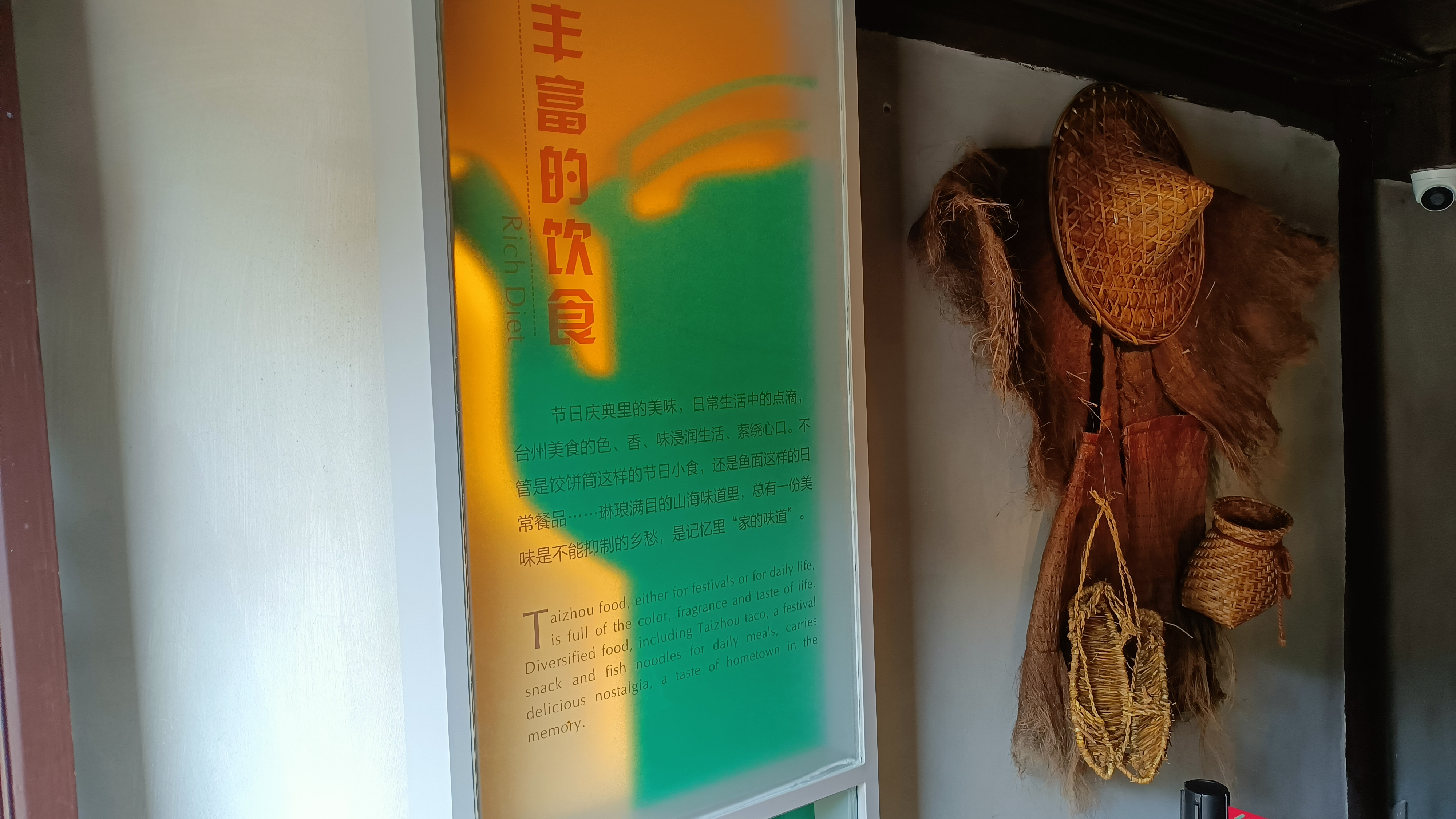
“丰富的饮食”主题陈列
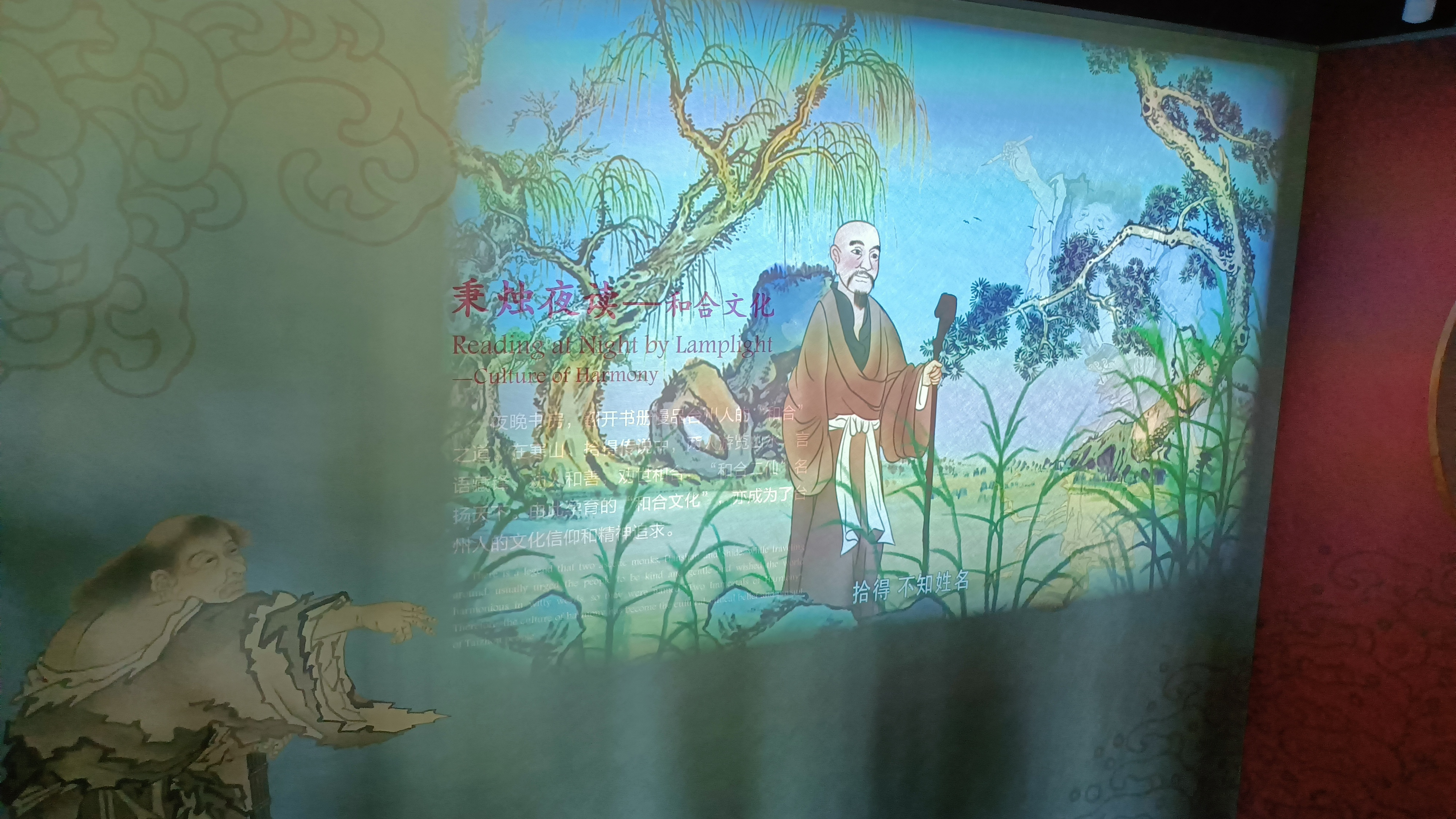
“秉烛夜读——和合文化”主题陈列